# FC Astra Giurgiu
Fotbal Club Astra Giurgiu je rumunský fotbalový klub z města Giurgiu. Založen byl roku 1921. Jednou vyhrál rumunský fotbalový pohár (2013/14) a jednou rumunský Superpohár (2014). Klubové barvy jsou černá a bílá.
Do září 2012 byl znám jako Astra Ploiești, poté se z Ploiești přestěhoval do Giurgiu.

## Výsledky v evropských pohárech
| Ročník  | Soutěž             | Kolo        | Soupeř               | Doma | Venku | Celkem  | Postup     |
| ------- | ------------------ | ----------- | -------------------- | ---- | ----- | ------- | ---------- |
| 2013/14 | Evropská liga UEFA | 1. předkolo | NK Domžale           | 2:0  | 1:0   | 3:0     | postup     |
| 2013/14 | Evropská liga UEFA | 2. předkolo | AC Omonia            | 1:1  | 2:1   | 3:2     | postup     |
| 2013/14 | Evropská liga UEFA | 3. předkolo | FK AS Trenčín        | 2:2  | 3:1   | 5:3     | postup     |
| 2013/14 | Evropská liga UEFA | 4. předkolo | Makabi Haifa         | 1:1  | 0:2   | 1:3     | vyřazen    |
| 2014/15 | Evropská liga UEFA | 3. předkolo | FC Slovan Liberec    | 3:0  | 3:2   | 6:2     | postup     |
| 2014/15 | Evropská liga UEFA | 4. předkolo | Olympique Lyon       | 0:1  | 2:1   | 2:2 (v) | postup     |
| 2014/15 | Evropská liga UEFA | Skupina D   | FC Red Bull Salzburg | 1:2  |       |         | (?. místo) |
| 2014/15 | Evropská liga UEFA | Skupina D   | Celtic FC            |      |       |         | (?. místo) |
| 2014/15 | Evropská liga UEFA | Skupina D   | GNK Dinamo Zagreb    |      | 1:5   |         | (?. místo) |